# Pennina
La pennina, chiamata anche penninite, è un minerale appartenente alle talco-cloriti; cristallizza in forma di cristalli appiattiti di colore verde-azzurrognolo con lucentezza madreperlacea sulla sfaldatura. È una varietà del clinocloro.

## Caratteri diagnostici
Al cannello il minerale si sfoglia senza fondere. Dall'acido solforico è completamente decomposto. Le lamelle di pennina risultano flessibili, ma non elastiche.

## Origine
La pennina è molto diffusa in natura: si trova particolarmente nei diabasi, che sono rocce effusivepovere di silice corrispondenti ai magmi gabbrici.

## Giacimenti e usi
Bellissimi cristalli di clorite pennina si osservano nelle litoclasi degli scisti cristallini del ghiacciaio di Findelen e del Gorner Grat presso Zermatt, in Svizzera; Cristalli notevoli si trovano nella Zillertall in Tirolo (Austria), nella Val Malenco e in Val d'Ala,  ad Hardadinsk, negli Urali.